# Jean-Baptiste Del Amo
Jean-Baptiste Del Amo, pseudonimo di Jean-Baptiste Garcia (Tolosa, 25 novembre 1981), è uno scrittore francese.

## Biografia
Dopo un breve periodo di studi letterari e una formazione di animatore sociale e socio-culturale, Garcia si reca a lavorare per alcuni mesi in Africa, in un'associazione di lotta contro l'HIV. Da questa esperienza nasce il racconto Ne rien faire, che ha permesso all'autore di ricevere in Francia, nel 2006, il primo premio come “Giovane scrittore”.  È un testo breve, che si svolge in Africa nel giorno della morte di un lattante, ed è un racconto intorno al silenzio, al non-detto e all'apparente inazione.
Il racconto è pubblicato a nome Del Amo, in realtà derivato da quello della nonna di Garcia; La scelta di adottarlo fu consigliata vivamente dall'editore Gallimard, per evitare confusioni con un altro autore di Tolosa, il quasi omonimo Tristan Garcia.
Jean-Baptiste Del Amo si rivela per la prima volta al grande pubblico con il romanzo, Une Éducation libertine, che alcune voci critiche non hanno esitato a paragonare addirittura ad autori del calibro di Eugène Sue, Émile Zola, Honoré de Balzac, Alexandre Dumas, Pierre Choderlos de Laclos, Donatien Alphonse François de Sade e Patrick Süskind. Tuttavia, la genesi di Une Éducation libertine riconduce soprattutto a Gustave Flaubert: lavorando sul manoscritto con l'aiuto di Jean-Marie Laclavetine, delle Éditions Gallimard - egli stesso autore di numerosi romanzi - Jean-Baptiste Del Amo pesa ogni parola, cesella ogni frase, e si rilegge ad alta voce (tecnica che Flaubert amava). Peraltro, anche il titolo di questo primo romanzo di Jean-Baptiste Del Amo ricorda Flaubert e il suo capolavoro: L'educazione sentimentale. 
Nel mese di settembre 2008 Une Éducation libertine ha ottenuto il premio Laurent-Bonelli, riconoscimento di rilievo per romanzi di autori francofoni che si siano distinti per le qualità letterarie e per originalità; il premio è stato istituito nel 2007 dal mensile Lire e dalla catena di distribuzione di prodotti culturali Virgin Megastore. Il romanzo è stato ammesso inoltre nella preselezione del premio Goncourt e del prix Médicis, al vertice d'importanza tra i riconoscimenti letterari della Francia.
Nel 2010 pubblica un secondo romanzo "Le Sel", ambientato nella città portuale di Sète.  
"Le sel" racconta di un'unica giornata della vita di Louise e dei suoi tre figli, Jonas, Albin e Fanny. Col pretesto di una cena, l'anziana madre decide di riunire i figli, ormai adulti e lontani, nella casa paterna. Sembra una tranquilla occasione per rivedersi, ma l'attesa dell'incontro assume per ognuno le forme di un confronto definitivo. Il ciclo di un giorno si dilata nelle voci e nei ricordi dei protagonisti, fino a raggiungere la consistenza e la sostanza di intere esistenze. Ciascuno sprofonderà nel proprio passato e nei ricordi di una storia familiare problematica e misteriosa. A far da sfondo, la figura del padre, ormai morto, eppure personaggio centrale, ancora capace di proiettare la sua ombra sulla vita di tutti. Con una scrittura sensuale e materica, Jean-Baptiste Del Amo esplora temi essenziali come la morte, l'identità, il corpo e la malattia, la sessualità e l'omosessualità, la forza annichilente della memoria.
Seppure sia troppo presto per individuare le sue linee di forza, i temi ricorrenti dell'opera di Jean-Baptiste Del Amo sono da  ricercare nella morte, l'identità, il corpo e la malattia, la sessualità o l'omosessualità. Il suo stile è segnato da una estetica  tendente all'eccesso e da una sensualità che è al tempo stesso visiva e olfattiva.
Nel 2013 è uscito il suo nuovo romanzo "Pornographia" (ed. Gallimard), mentre "Le Sel" è stato tradotto in Spagna e in Italia.
Con Regno animale ha vinto il Prix du Livre Inter nel 2017.
Nel 2021 pubblica con Gallimard il romanzo Le fils de l'homme in cui riprende a esplorare i temi che sono il cuore della sua scrittura: la trasmissione della violenza da una generazione all’altra; il confronto del mondo infantile con la brutalità del mondo adulto; l’ineluttabilità degli eventi che corrono verso un epilogo tragico inscritto nella natura dell’esistenza umana. Con questo romanzo vince il Prix du roman Fnac 2021. L'opera verrà poi pubblicata in Italia nel 2023 da Neri Pozza con il titolo Il figlio dell'uomo. Il 6 marzo 2025 viene pubblicato in Francia, sempre per Gallimard, il suo sesto romanzo La nuit ravagée, un omaggio alla letteratura horror. 

## Opere
- Ne rien faire et autres nouvelles, éditions Buchet-Chastel, 2006
- Une éducation libertine, éditions Gallimard, 2008 (nello stesso anno ha vinto il Prix Fénéon)
- Il Sale (Le Sel, 2010), Castel di Sangro, Neo edizioni, 2013 traduzione di Sabrina Campolongo ISBN 978-88-96176-15-3
- Hervé Guibert, photographe, éditions Gallimard, 2010
- Pornographia, éditions Gallimard, 2013
- Regno animale (Règne animal, 2016), Vicenza, Neri Pozza, 2017 traduzione di Margherita Botto ISBN 9788854514829
- Un'educazione libertina (Une éducation libertine, 2008), Vicenza, Neri Pozza, 2019 traduzione di Margherita Botto ISBN  9788854517981
- Le fils de l'homme, éditions Gallimard, 2021
- Il figlio dell'uomo (Le fils de l'homme, 2021), Vicenza, Neri Pozza, 2023 traduzione di Riccardo Fedriga ISBN  9788854524736